# Simoïs
Le Simoïs (du grec ancien Σιμόεις / Simóeis ; en turc Dümruk Su ou Dümrek Çayı) est une rivière de Troade qui prend sa source au Mont Ida et rejoint le Scamandre dans la plaine de Troie. Toutefois, le cours du Simoïs s'est tant altéré depuis l'Antiquité qu'il n'est plus véritablement un affluent du Scamandre, dont il ne partage plus que l'embouchure à la sortie des Dardanelles dans la mer Égée, en face du cap Helles.

## Mythologie
Dans la mythologie grecque, il est personnifié sous les traits d'un dieu fleuve, fils d'Océan et de Téthys. Homère y fait de nombreuses allusions dans l'Iliade. Le pseudo-Apollodore lui prête deux filles, Astyoché et Hiéromnémé.

## Arts
Le Simoïs apparaît aussi dans « Le Cygne » de Charles Baudelaire (Les Fleurs du mal) :

« Andromaque, je pense à vous ! Ce petit fleuve,
Pauvre et triste miroir où jadis resplendit
L’immense majesté de vos douleurs de veuve,
Ce Simoïs menteur qui par vos pleurs grandit,
A fécondé soudain ma mémoire fertile,
Comme je traversais le nouveau Carrousel. »

## Sources
- Pseudo-Apollodore, Bibliothèque [détail des éditions] [lire en ligne] (III, 12, 2).
- Hésiode, Théogonie [détail des éditions] [lire en ligne] (342).
- Homère, Iliade [détail des éditions] [lire en ligne] (IV, 475 ; V, 773-777 ; VI, 4 ; XII, 17-33 ; XX, 53).
- Aristophane Thesmophories 108-111.